# Poços de Caldas
Poços de Caldas – miasto we wschodniej Brazylii, w stanie Minas Gerais. W 2007 r. miasto to zamieszkiwało 144 386 osób.
W mieście znajduje się huta aluminium, a także znane w Brazylii uzdrowisko.
W mieście mają siedzibę kluby piłkarskie AA Caldense i Poços de Caldas FC.